# Margie Ball
Johanna Margaretha Bal (Bandoeng, voormalig Nederlands-Indië, 29 juni 1948 – Hollywood, 12 oktober 1999), beter bekend als Margie Ball, was een Nederlands zangeres van indorock.

## Levensloop
Ball, geboren in Nederlands-Indië, vertrok in 1950 met haar ouders naar Nederland. Zij gingen in Oegstgeest wonen. Vanaf 1955 woonde het gezin in de gemeente Voorschoten.
In Den Haag volgde Ball zang- en gitaarlessen en wijdde ze zich al snel aan het schrijven van eigen liedjes. In 1962 begon ze in haar woonplaats Voorschoten te zingen, maar haar zangcarrière kwam pas echt serieus op gang in 1965. Vanaf dat jaar, ten tijde van haar eerste single, werd ze vaak begeleid door The Gamblers, een groep opgericht in 1965 door haar broer Lenn.
In 1965, toen ze in de vijfde klas van het Bonaventuracollege in Leiden zat, kwam haar eerste plaatje Goodbye to Love uit. Dit nummer zou het op 5 juni 1965 tot de 15e plaats in de Hitparade brengen, waar het tien weken in stond. Haar manager in die periode was Theo Joosten, tevens haar leraar Nederlands op diezelfde school.
Vrij kort hierna maakte ze haar radiodebuut bij Veronica in het programma Binnen zonder kloppen en daarna was ze voor het eerst te zien op televisie, in het jongerenprogramma Rooster van de AVRO.
In 1966 deed Ball mee aan het destijds enorm populaire Songfestival van Knokke. De televisie volgde dit songfestival op de voet met rechtstreekse tv-uitzendingen. Ball verdween na haar succes in Knokke naar het clubcircuit. Ze bleef regelmatig optreden en er verschenen nog diverse singles van haar. De hitparade bereikte ze echter niet meer.
In 1968 trouwde ze met Peter Huisman, de leider van het Haagse orkest The Cosy Corner Streetparaders. Met deze band nam zij in 1967 een langspeelplaat op, waarop zij twee nummers zong. In 1969, na de geboorte van haar dochter, stopte zij met haar professionele zangcarrière maar bleef zij nog wel incidenteel optreden.
In 1984 scheidde van haar man, en vertrok een jaar later samen met James Martin, een jazzdrummer, naar de Verenigde Staten om zich daar te vestigen. Zij overleed in 1999 op 51-jarige leeftijd in Hollywood.

## Discografie

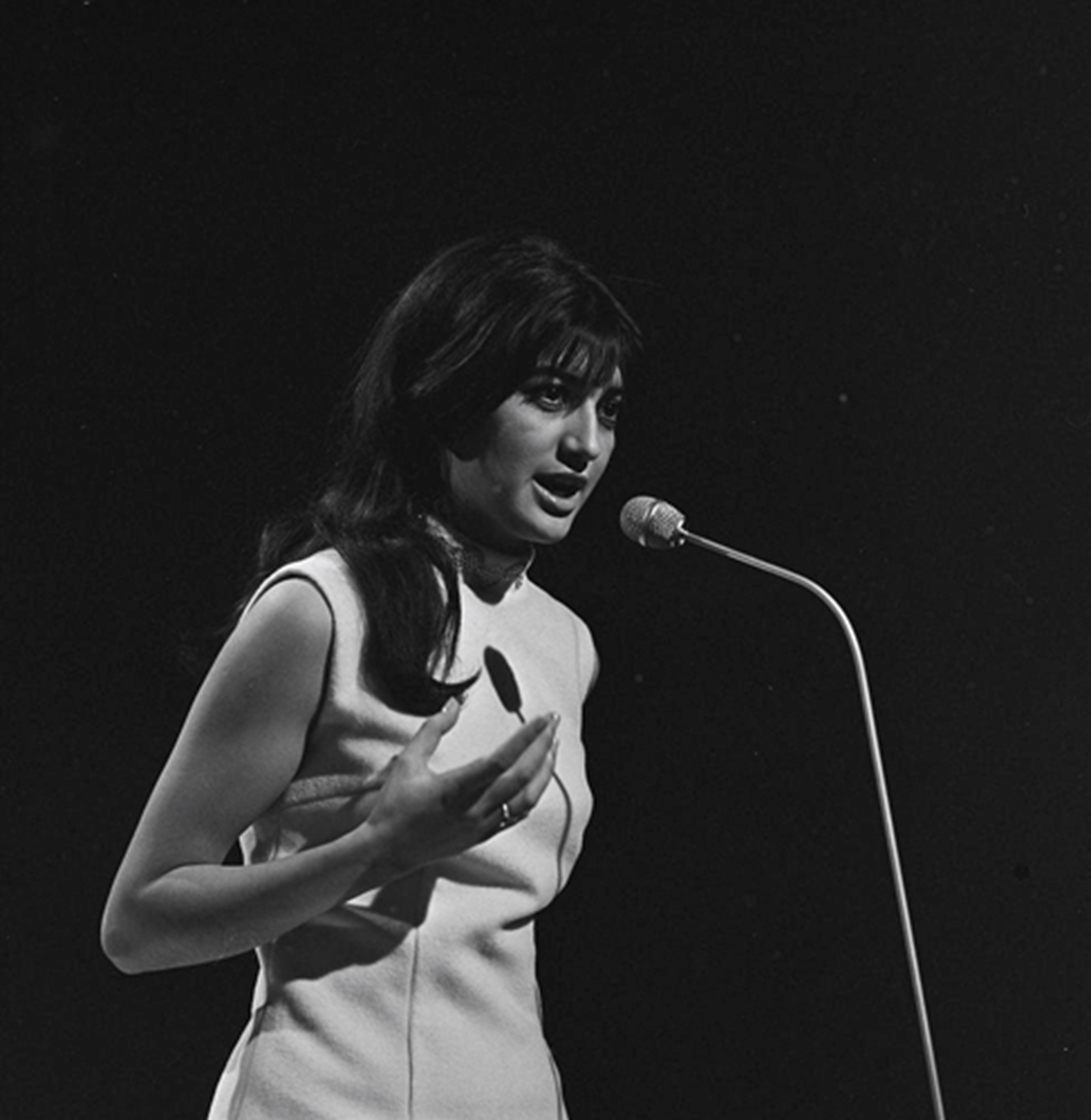
Margie Ball in Fanclub (1967)

### Singles
- 1965 - Goodbye to Love / Now That Love Has Come My Way
- 1965 - I've Been Crying / Love You Darling
- 1965 - Darling I Love You / I've Been Crying
- 1966 - Oh Can't You See / Evermore
- 1966 - After All / Will You
- 1966 - Avond / Mijn Land
- 1967 - Mijn leven dag en nacht / De Liefde
- 1967 - Stormy Weather / Ain't Misbehavin' (lp met "The Cosy Street Paraders")
- 1969 - Play The Drama To The End / Until It's Time For You To Go
- 1976 - Wrap Your Troubles In A Dream / Learning The Blues (lp) Billy B. Jacket - A tribute to Eddie Condon (2 tracks by Margie)

### NPO Radio 2 Top 2000
Van Margie Ball stond alleen Goodbye to Love in 2005 in de NPO Radio 2 Top 2000, op plek 596.